# 1996年度叱咤樂壇流行榜頒獎典禮得獎名單
1996年度叱咤樂壇流行榜頒獎典禮得獎名單列出1996年度叱咤樂壇流行榜頒獎典禮頒發的獎項及得獎者，這是香港商業電台舉辦的流行音樂頒獎禮，該年度的主題為「犧牲小我，完成大我」，於1997年1月1日下午在香港大球場舉行。

## 得獎名單

#### 叱咤樂壇男歌手
- 金獎：黎明
  - 上榜歌曲：沒名字的歌無名字的你、原諒我、微風之前離別之後、或許未必不過、你我、感應、情深說話未曾講、色情男女、原來戀愛 
  - 演繹歌曲：情深說話未曾講
- 銀獎：郭富城
  - 上榜歌曲：敬啟者之愛是全奉獻、化裝舞會、如果下半生、最激帝國、時光、聽風的歌、只要我的愛、極度哀艷的晚上
- 銅獎：張學友
  - 上榜歌曲：多麼的需要你、高！高！、你的名字我的姓氏、失眠夜、忘記你我做不到、情書、不老的傳說

#### 叱咤樂壇女歌手
- 金獎：王菲
  - 上榜歌曲：或者、墮落、無常、分裂、掃興、Di-Dar、假期、流星、浮躁、暗湧
- 銀獎：鄭秀文
  - 上榜歌曲：秋冬愛的故事、Tequila一杯、放不低、不拖不欠、值得、默契、小心女人、X派對
- 銅獎：陳慧琳
  - 上榜歌曲：我會掛念你、青鳥、我不以為、石頭記、Yeah Yeah Yeah、懦弱、紀念日、誰願放手、風花雪

#### 叱咤樂壇組合
- 金獎：Beyond
  - 上榜歌曲：想你、活著便精彩、太空
  - 演繹歌曲：活著便精彩
- 銀獎：達明一派
  - 上榜歌曲：甜美生活、每日一禁果
- 銅獎：Black Box

#### 叱咤樂壇唱作人大獎
- 王菲
  - 上榜唱作歌曲：墮落、無常、Di-Dar、假期、浮躁

#### 叱咤樂壇生力軍男歌手
- 金獎：鄭中基
  - 演繹歌曲：搬屋
- 銀獎：陳奕迅
- 銅獎：李中希

#### 叱咤樂壇生力軍女歌手
- 金獎：梁詠琪
  - 演繹歌曲：愛自己
- 銀獎：郭靜
  - 上榜歌曲：生命因你動聽、轉性
- 銅獎：楊千嬅

#### 叱咤樂壇生力軍組合
- 金獎：Dry
- 銀獎：Jackal's Dream

#### 叱咤樂壇至尊歌曲大獎
- 《每日一禁果》（達明一派）

#### 叱咤樂壇大碟IFPI大獎
- 《Perhaps...》 - 黎明[4]
  - 上榜歌曲：微風之前離別之後、或許未必不過、你我、情深說話未曾講、色情男女

#### 叱咤樂壇作曲家CASH大獎
- 雷頌德

#### 叱咤樂壇填詞人CASH大獎
- 林夕

#### 叱咤樂壇監製大獎
- 雷頌德

#### 雷霆樂壇班霸
- 寶麗金唱片有限公司

#### 叱咤樂壇我最喜愛的歌曲大獎
- 《你的名字我的姓氏》 - 張學友

#### 叱咤樂壇我最喜愛的男歌手
- 張學友
  - 演繹歌曲：情書
  - 最後十強： 古巨基、周華健、許志安、郭富城、梁漢文、張信哲、張學友、黎明、鄭伊健、劉德華

#### 叱咤樂壇我最喜愛的女歌手
- 鄭秀文
  - 演繹歌曲：默契
  - 最後十強： 王菲、李蕙敏、林憶蓮、范曉萱、梁詠琪、陳慧琳、陳慧嫻、彭羚、湯寶如、鄭秀文

#### 叱咤樂壇我最喜愛的組合
- Beyond
  - 最後十強： Beyond、Black Box、Dry、E.R.、Jackal's Dream、Zen、草蜢、軟硬天師、達明一派、幕後玩家樂隊

#### 叱咤樂壇我最喜愛的96演唱會
- 鄭秀文X空間演唱會96 - 鄭秀文
  - 最後三強：郭富城最激演唱會、鄭秀文X空間演唱會96、劉德華96演唱會

#### 叱咤樂壇我最喜愛的96音樂錄影帶
- 情書 - 張學友
  - 最後三強：放不低（鄭秀文）、聽風的歌（郭富城）、情書（張學友）

#### 叱咤樂壇我最喜愛的96廣告歌
- 情深說話未曾講（黎明）
  - 最後三強：情深說話未曾講（黎明）、風花雪（陳慧琳）、發現（鄭伊健）

#### 叱咤樂壇我最喜愛的96華語電影
- 《百份百感覺》
  - 最後三強：百份百感覺、金枝玉葉、甜蜜蜜

#### HMV超級熱賣大碟
- 《愛與交響曲》- 張學友

#### 四台聯頒音樂大獎 - 卓越表現大獎
- 陳慧琳